# Frank Decker

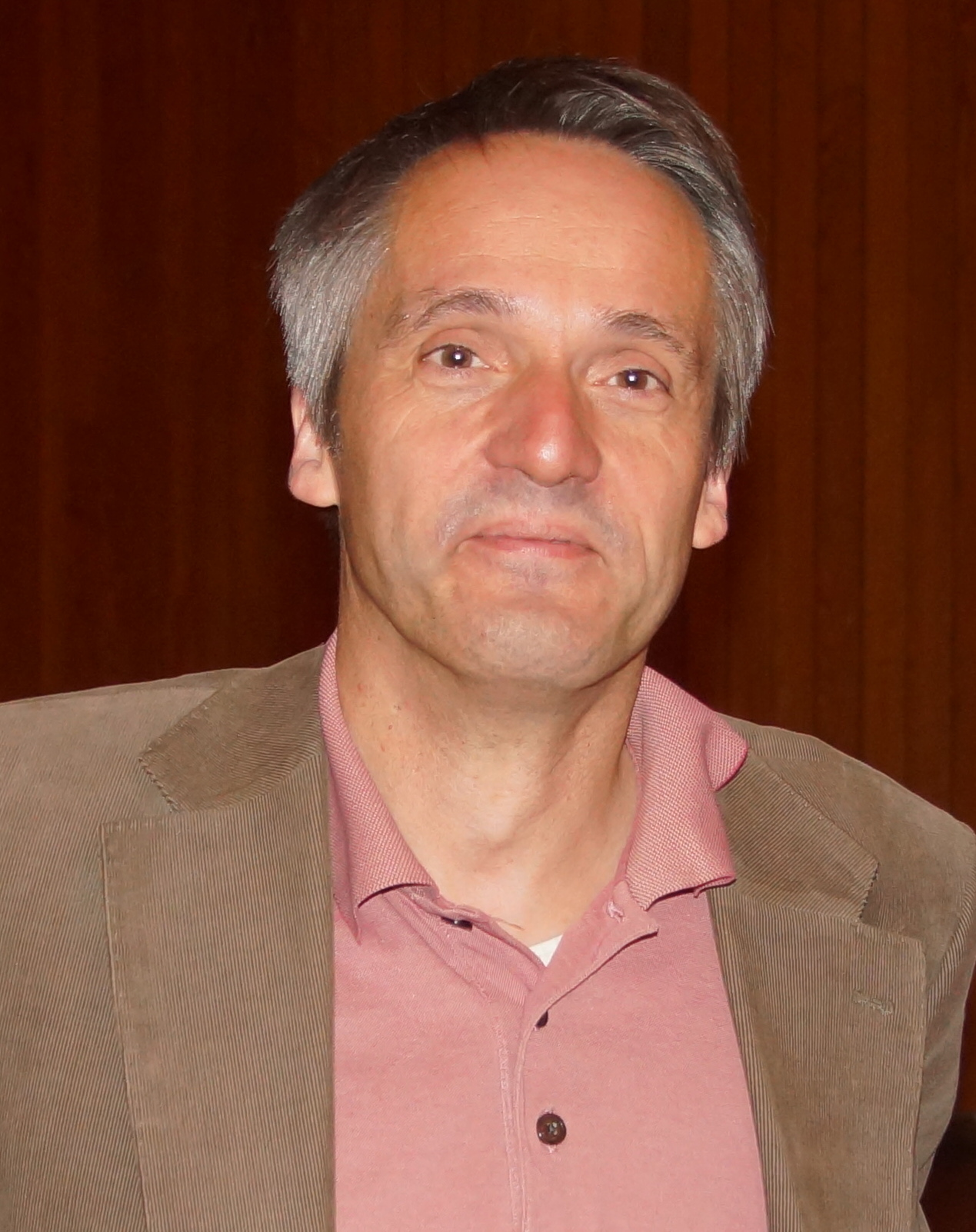
Frank Decker (2014)

Frank Decker (* 1964 in Montabaur) ist ein deutscher Politologe und Hochschullehrer.

## Werdegang
Decker stammt aus Montabaur im Westerwald. Er studierte Politische Wissenschaft, Volkswirtschaftslehre, Publizistik und Öffentliches Recht an der Johannes-Gutenberg-Universität Mainz und der Universität Hamburg. 1989 schloss er sein Studium als diplomierter Politologe ab und war im Anschluss daran bis 2001 als wissenschaftlicher Mitarbeiter, Assistent und Oberassistent an der Helmut-Schmidt-Universität der Bundeswehr in Hamburg tätig. Während dieser Zeit erfolgte 1993 die Promotion (Dr. rer. pol.) und 1999 schließlich die Habilitation, begleitet von Jürgen Hartmann am Fachbereich für Wirtschafts- und Organisationswissenschaften. Im Anschluss wurde Decker ebendort Privatdozent für Politikwissenschaft.
Seit 2001 ist Decker Professor am Institut für Politische Wissenschaft und Soziologie der Rheinischen Friedrich-Wilhelms-Universität Bonn. 2002 bis 2011 war er geschäftsführender Direktor des Instituts. Bereits 2007 wurde er Mitglied im wissenschaftlichen Beirat des Progressiven Zentrums und 2011 zusammen mit Volker Kronenberg wissenschaftlicher Leiter der von Bodo Hombach gegründeten Bonner Akademie für Forschung und Lehre praktischer Politik.
Seine derzeitigen Forschungsschwerpunkte sind westliche Regierungssysteme, Parteien, Populismus, Föderalismus und die Demokratiereform.
Decker tritt häufig als Studiogast beim aus Bonn sendenden Informationskanal Phoenix auf.

## Politisches Engagement
Decker ist langjähriges Mitglied der SPD und Mitglied der Grundwertekommission der Partei. Im Rahmen der Wahl zum Europäischen Parlament 2014 warb er als Erstunterzeichner eines Unterstützeraufrufes im Internet sowie in Zeitungsanzeigen für den damaligen Spitzenkandidaten Martin Schulz.

## Trivia
Decker ist seit seiner Jugend bekennender Enthusiast des Musikers Johnny Cash und gilt als leidenschaftlicher Sammler seiner Schallplatten und Memorabilia.

## Veröffentlichungen (Auswahl)

### Als Autor
- https://www.bpb.de/shop/zeitschriften/izpb/558394/bundestagswahl-2025/
- Die deutsche Demokratie, Bonn 2023, ISBN 978-3-7425-0962-8.
- Demokratievertrauen in Krisenzeiten. Wie blicken die Menschen in Deutschland auf Politik, Institutionen und Gesellschaft?, mit Volker Best, Sandra Fischer u. Anna Küppers, Bonn 2023, ISBN 978-3-98628-390-2.
- Parteiendemokratie im Wandel, 3. Aufl., Baden-Baden 2023, ISBN 978-3-8487-7265-0.
- Baustellen der Demokratie. Von Stuttgart 21 bis zur Corona-Krise, Bonn 2022, ISBN 978-3-8012-0627-7.
- Flucht, Transit, Asyl. Interdisziplinäre Perspektiven auf ein europäisches Versprechen, mit Ursula Bitzegeio, Sandra Fischer u. Thorsten Stolzenberg, Bonn 2018, ISBN 978-3-8012-4242-8.
- Rechtspopulismus, Stuttgart 2017, ISBN 978-3-17-022324-0.
- Reform des Bundestagswahlsystems. Bewertungskriterien und Reformoptionen, mit Joachim Behnke, Florian Grotz, Robert Vehrkamp u. Philipp Weinmann, Gütersloh 2017, ISBN 978-3-86793-750-4.
- Der Irrweg der Volksgesetzgebung. Eine Streitschrift, Bonn 2016, ISBN 978-3-8012-0469-3.
- Rekrutierungswege moderner Volksparteien, mit Volker Best u. David Knorr, Berlin 2014, ISBN 978-3-86498-820-2.
- Demokratiereform, Bonn 2014, ohne ISBN (online).
- Demokratie ohne Wähler? Neue Herausforderungen der politischen Partizipation, mit Marcel Lewandowsky u. Marcel Solar, Bonn 2013, ISBN 978-3-8012-0439-6.
- Wenn die Populisten kommen. Beiträge zum Zustand der Demokratie und des Parteiensystems, Wiesbaden 2013, ISBN 978-3-658-00801-7.
- Parteien und Parteiensysteme in Deutschland, Stuttgart 2011, ISBN 978-3-17-021493-4.
- Lost in the New Five-Party System?, mit Volker Best, Berlin 2011, ISBN 978-3-86872-742-5 (engl.).
- Regieren im „Parteienbundesstaat“. Zur Architektur der deutschen Politik, Wiesbaden 2011, ISBN 978-3-531-17681-9.
- Die Verfassung Europas. Perspektiven der Europäischen Integration, mit Marcus Höreth, Wiesbaden 2009, ISBN 978-3-531-15969-0.
- The Direct Election of the Commission President, mit Jared Sonnicksen, Bonn 2009, ISBN 978-3-936183-92-4 (engl.).
- Föderalismus an der Wegscheide? Optionen und Perspektiven einer Reform der bundesstaatlichen Ordnung, Wiesbaden 2004, ISBN 3-531-14378-6.
- Der neue Rechtspopulismus, Opladen 2003, ISBN 3-8100-3936-5.
- Parteien unter Druck. Der neue Rechtspopulismus in den westlichen Demokratien, Opladen 2000, ISBN 3-8100-2860-6.
- Umweltschutz und Staatsversagen. Eine materielle Regierbarkeitsanalyse, Opladen 1994, ISBN 3-8100-1267-X.
- Die USA und Demokratie in der Dritten Welt. Stellenwert und Wirksamkeit einer demokratieorientierten Außenpolitik, Mainz 1987, ohne ISBN.

### Als Herausgeber
- Utopien. Für ein besseres Morgen, mit Thomas Hartmann u. Jochen Dahm, Bonn 2020, ISBN 978-3-8012-0581-2.
- Die Zukunft der Demokratie. Erkämpft, verteidigt, gefährdet?, mit Thomas Hartmann u. Jochen Dahm, Bonn 2019, ISBN 978-3-8012-0557-7.
- Die USA. Eine scheiternde Demokratie?, mit Patrick Horst u. Philipp Adorf, Frankfurt a. M. 2018, ISBN 978-3-593-50959-4.
- Handbuch der deutschen Parteien, mit Viola Neu, 3. Aufl., Wiesbaden 2017, ISBN 978-3-658-17994-6.
- Europas Ende, Europas Anfang. Neue Perspektiven für die Europäische Union, mit Jürgen Rüttgers, Frankfurt a. M. 2017, ISBN 978-3-593-50700-2.
- Rechtspopulismus und Rechtsextremismus in Europa, mit Bernd Henningsen u. Kjetil A. Jakobsen, Baden-Baden 2015, ISBN 978-3-8487-1206-9.
- Die deutsche Koalitionsdemokratie vor der Bundestagswahl 2013, mit Eckhard Jesse, Baden-Baden 2013, ISBN 978-3-8329-7728-3.
- Populismus. Gefahr für die Demokratie oder nützliches Korrektiv?, Wiesbaden 2006, ISBN 3-531-14537-1.